# Jonathan Alonso
Jonathan Alonso Flete (* 6. September 1990 in Moca, Espaillat, Dominikanische Republik) ist ein spanischer Profiboxer im Halbweltergewicht. Als Amateur vertrat er Spanien bei den Olympischen Spielen 2012.

## Amateurkarriere
Jonathan Alonso bestritt als Amateur 112 Kämpfe. Er wurde 2011 und 2012 Spanischer Meister und nahm an den Weltmeisterschaften 2011 teil, wo er das Achtelfinale erreichte.
Bei den Olympischen Spielen 2012 in London schied er in der Vorrunde gegen Mehdi Tolouti aus. Zudem war er Teilnehmer der Mittelmeerspiele 2013 und der Europameisterschaften 2013.

## Profikarriere
2014 wurde Alonso vom US-Promoter Lou DiBella unter Vertrag genommen. Nach 18 Siegen boxte er am 27. Juli 2019 um die Interims-Weltmeisterschaft der WBA im Halbweltergewicht, unterlag jedoch nach Punkten gegen Alberto Puello.

## Leben und Karriere
Seit 2022 spielt Jonathan Alonso in der Netflix-Serie Willkommen auf Eden (Originaltitel: Bienvenidos a Edén) die Rolle des Saúl.